# Litargus
Litargus es un género de coleóptero de la familia Mycetophagidae.

## Especies
Las especies de este género son:
- Litargus balteatus
- Litargus coloratus
- Litargus pilosus
- Litargus adumbratus
- Litargus andrewesi
- Litargus antennatus
- Litargus asperulus
- Litargus ater
- Litargus bellus
- Litargus connexus
- Litargus conradti
- Litargus crassus
- Litargus didesmus
- Litargus elegans
- Litargus exiguus
- Litargus gigas
- Litargus grandis
- Litargus guadalupensis
- Litargus heros
- Litargus ingens
- Litargus insidiosus
- Litargus intricatus
- Litargus japonicus
- Litargus kolbei
- Litargus kyushuensis
- Litargus latus
- Litargus lewisi
- Litargus maculatus
- Litargus maculosus
- Litargus marmoratus
- Litargus militaris
- Litargus moerens
- Litargus multiguttatus
- Litargus nebulosus
- Litargus nitidus
- Litargus nobilis
- Litargus quadrisignatus
- Litargus quatromaculatus
- Litargus raffrayi
- Litargus sexnotatus
- Litargus sexpunctatus
- Litargus sexsignatus
- Litargus taprobanoe
- Litargus tetraspilotus
- Litargus t-littera
- Litargus unicolor
- Litargus unifasciatus
- Litargus vestitus
- Litargus weyersi